# Gouvernement Jones I
Pour les articles homonymes, voir Gouvernement Carwyn Jones et Gouvernement de la IIIe Assemblée galloise.
7e exécutif dévolu du pays de Galles
Morgan II Jones II
Le premier gouvernement de Carwyn Jones, surnommé « le gouvernement One Wales », est le septième exécutif gallois dévolu entre le 10 décembre 2009 et le 11 mai 2011, sous la IIIe législature de l’Assemblée nationale du pays de Galles.
Il est dirigé par Carwyn Jones, nouveau chef du Labour après la démission de Rhodri Morgan, avec comme adjoint Ieuan Wyn Jones, chef de Plaid Cymru, dans le cadre de l’accord gouvernemental conclu à l’été 2007 (en). Les dirigeants sont ainsi à la tête d’une majorité absolue au sein de la chambre élue en mai 2007. Il succède au second gouvernement Morgan (2007-2009) et précède le deuxième gouvernement Jones (2011-2016).

## Histoire

### Contexte politique
À partir de février 2000, Rhodri Morgan remplace Alun Michael en tant que premier secrétaire de l’Assemblée. À la tête d’un cabinet de coalition avec les démocrates-libéraux, il prend le titre de premier ministre à partir d’octobre 2000. Sous la IIe Assemblée galloise, le Labour gouverne seul à partir de mai 2003. Un gouvernement minoritaire travailliste est formé à la suite des élections générales de mai 2007 alors que le Labour ne détient que 26 sièges sur les 60 de l’Assemblée,,,.
Le 27 juin 2007, un accord de coalition connu sous le nom de One Wales (en) est conclu entre Rhodri Morgan, chef du Labour, et Ieuan Wyn Jones, chef de Plaid Cymru. Il est validé par les instances des deux partis les 6 et 7 juillet 2007. Un poste de vice-premier ministre est alors annoncé pour Ieuan Wyn Jones le 11 juillet 2007 tandis que le gouvernement de coalition est formé le 19 juillet,,,,.
Le premier ministre annonce le 1er octobre 2009 qu’il devrait démissionner de son poste d’ici à la fin de l’année. Une course à la direction (en) du Labour est organisée 1er décembre 2009 entre Carwyn Jones, ministre des Affaires d’assemblée et de la Communication, Edwina Hart, ministre de la Santé et des Services sociaux, et Huw Lewis, vice-ministre des Enfants. Vainqueur de l’élection, Carwyn Jones prend la tête du parti travailliste. Le 9 décembre suivant, il est nommé premier ministre par les membres de l’Assemblée,,,.

### Mise en place et évolution du cabinet
Carwyn Jones nomme son gouvernement le 10 décembre 2009. Comme dans le précédent, il consiste en 7 ministres dont 3 issus de Plaid, un conseiller général travailliste ainsi que 4 vice-ministres dont un membre de Plaid Cymru. Leighton Andrews, son directeur de campagne pendant l’élection à la direction du parti, est promu au poste de ministre des Enfants, de l’Éducation et de la Formation continue tandis que Carl Sargeant est nommé à la Justice sociale et au Gouvernement local. Bien que deux ministres quittent le gouvernement (Andrew Davies et Brian Gibbons), ses deux rivaux dans le scrutin organisé pour être chef du Labour sont maintenus dans leurs fonctions.
Le référendum sur les pouvoirs législatifs de l’Assemblée nationale du pays de Galles, un des engagements de l’accord de coalition, se tient quelques semaines avant la fin de la législature, le 3 mars 2011. Le camp du « oui » l’emporte par les voix de 63 % des électeurs gallois, impliquant un prochain changement de statut de l’Assemblée sur sa capacité à légiférer au travers de lois (Acts of the Assembly en anglais et Deddfau Cynulliad en gallois).
Après les élections générales de l’Assemblée nationale du pays de Galles de mai 2011, le Labour détient la majorité absolue et peut désormais gouverner seul. Le gouvernement prend fin le 11 mai 2011, jour de la nomination de Carwyn Jones comme premier ministre. Son deuxième gouvernement — uniquement travailliste — est nommé le 13 mai suivant,,.

## Statut

### Intitulé gouvernemental
Au sens de la disposition 45 du Government of Wales Act 2006, l’exécutif désormais séparé de l’Assemblée nationale du pays de Galles est appelé le « gouvernement de l’Assemblée galloise » (Welsh Assembly Government en anglais et Llywodraeth Cynulliad Cymru en gallois), le nom que le cabinet de l’Assemblée avait choisi de s’attribuer depuis 2002 bien que cette prérogative ne lui soit pas octroyée dans le Government of Wales Act 1998,,.

### Postes ministériels
Chaque membre du gouvernement de l’Assemblée galloise prend rang selon l’ordre hiérarchique ministériel établi :
1. Le premier ministre (First Minister en anglais et Prif Weinidog en gallois)[a] ;
2. Le « vice-premier ministre » (Deputy Fist Minister en anglais et Dirprwy Brif Weinidog en gallois)[b] ;
3. Les ministres (Ministers en anglais et Ggweinidogion en gallois)[c] ;
4. Le conseiller général (Counsel General en anglais et Cwnsler Cyffredinol en gallois)[d] ;
5. Les vice-ministres (Deputy Ministers en anglais et Dirprwy Weinidogion en gallois)[e].

## Composition

### Cabinet
Les ministres du cabinet sont nommés le 10 décembre 2009. Janice Gregory, en qualité de whip en chef, y siège.
| Poste | Identité         | Mandat                         | Parti | Parti  |
| --- | ---------------- | ------------------------------ | ----- | ------ |
| Premier ministre First Minister                                                                                         | Carwyn Jones     | 9 décembre 2009 — 11 mai 2011  |       | Labour |
| Vice-premier ministre Deputy First Minister                                                                             | Ieuan Wyn Jones  | 10 décembre 2009 — 11 mai 2011 |       | Plaid  |
| Ministre de l’Économie et du Transport Minister for Economy and Transport                                               | Ieuan Wyn Jones  | 10 décembre 2009 — 11 mai 2011 |       | Plaid  |
| Ministre des Affaires d’assemblée et du Budget Minister for Assembly Business and Budget                                | Jane Hutt        | 10 décembre 2009 — 11 mai 2011 |       | Labour |
| Ministre de la Santé et des Services sociaux Minister for Health and Social Services                                    | Edwina Hart      | 10 décembre 2009 — 11 mai 2011 |       | Labour |
| Ministre de l’Environnement, de la Durabilité et du Logement Minister for Environment, Sustainability and Housing       | Jane Davidson    | 10 décembre 2009 — 5 mai 2011  |       | Labour |
| Ministre des Enfants, de l’Éducation et de la Formation continue Minister for Children, Education and Lifelong Learning | Leighton Andrews | 10 décembre 2009 — 11 mai 2011 |       | Labour |
| Ministre de la Justice sociale et du Gouvernement local Minister for Social Justice and Local Government                | Carl Sargeant    | 10 décembre 2009 — 11 mai 2011 |       | Labour |
| Ministre des Affaires rurales Minister for Rural Affairs                                                                | Elin Jones       | 10 décembre 2009 — 11 mai 2011 |       | Plaid  |
| Ministre du Patrimoine Minister for Heritage                                                                            | Alun Ffred Jones | 10 décembre 2009 — 11 mai 2011 |       | Plaid  |
| Conseiller général et chef du programme législatif Counsel General and Leader of the Legislative Programme              | John Griffiths   | 12 janvier 2010 — 11 mai 2011  |       | Labour |
| Titulaire d’un poste ayant des dispositions particulières pour être membre du cabinet                                   |                  |                                |       |        |
| Whip en chef Chief Whip                                                                                                 | Janice Gregory   | 10 décembre 2009 — 11 mai 2011 |       | Labour |

### Vice-secrétaires
Les vice-ministres sont nommés le 10 décembre 2009.
| Poste | Identité         | Mandat                         | Parti | Parti  |
| --- | ---------------- | ------------------------------ | ----- | ------ |
| Vice-ministre des Compétences, de l’Innovation et des Sciences Deputy Minister for Skills, Innovation and Science | Lesley Griffiths | 10 décembre 2009 — 11 mai 2011 |       | Labour |
| Vice-ministre du Logement et de la Régénération Deputy Minister for Housing and Regeneration                      | Jocelyn Davies   | 10 décembre 2009 — 11 mai 2011 |       | Plaid  |
| Vice-ministre des Services sociaux Deputy Minister for Social Services                                            | Gwenda Thomas    | 10 décembre 2009 — 11 mai 2011 |       | Labour |
| Vice-ministre des Enfants Deputy Minister for Children                                                            | Huw Lewis        | 10 décembre 2009 — 11 mai 2011 |       | Labour |

### Publications officielles
- Government of Wales Act 1998, Londres, The Stationery Office Limited, 1999 (1re éd. 1998), 183 p. (lire en ligne [PDF]).
- Government of Wales Act 2006, Londres, The Stationery Office Limited, 2006, 203 p. (lire en ligne [PDF]).
- National Assembly for Wales, Standing Orders of the National Assembly for Wales, Cardiff, 2007, 118 p. (lire en ligne [PDF]).
- Alys Thomas, The First Minister and Cabinet Members, Cardiff, National Assembly for Wales Commission, 2018, 3 p. (lire en ligne [PDF]).
- National Assembly for Wales, Third Assembly, Cardiff, National Assembly for Wales Commission, 2020 (1re éd. 2017) (lire en ligne).